# Francescane di Nostra Signora dell'Apparizione
Le Francescane di Nostra Signora dell'Apparizione (in portoghese Franciscanas de Nossa Senhora Aparecida; sigla C.I.F.A.) sono un istituto religioso femminile di diritto pontificio.

## Storia
La congregazione, detta in origine "Società benefica Crociate di San Francesco", fu fondata il 24 giugno 1928 a Porto Alegre da Pacifico da Bellevaux con un gruppo di terziarie francescane guidate da Morena de Azevedo e Souza; la fondazione fu approvata da João Batista Becker, arcivescovo di Porto Alegre.
L'istituto fu aggregato all'ordine dei frati minori cappuccini il 26 giugno 1930 e nel 1947 la congregazione dei religiosi ne approvò le costituzioni.

## Attività e diffusione
Le suore si dedicano all'istruzione e all'educazione cristiana della gioventù, alla cura dei malati e alle attività pastorali.
Oltre che in Brasile, sono presenti in Bolivia e in Guinea-Bissau; la sede generalizia è a Porto Alegre.
Alla fine del 2015 l'istituto contava 113 religiose in 24 case.